# Арахау
Арахау [] је априори  плански језик којег је створио  руски писац Иван Карасев. Арахау је замишљен као једноставан језик, будући да сваки самогласник представља именицу, а сваки сугласник један  граматички формант. Има 26 фонема и отприлике стотину коријенских ријечи. Користи субјект-глагол-објект поредак ријечи.